# Разбери
Разбери (енгл.  — „Острво малина̂”) је острво САД које припада савезној држави Аљасци. Површина острва износи 200 2. Према попису из 2000. на острву су живела 2 становника.